# El método Gonzo
El método Gonzo era un magacín de entretenimiento, presentado por Fernando González "Gonzo" que comenzó el día 26 de mayo de 2008 y que finalizó el día 5 de septiembre de 2008. Se estructuraba en torno a varios ejes principales: la crónica social, reportajes a pie de calle, denuncias por parte de personas anónimas...

## Descripción
En el programa, Gonzo, fue abordando la actualidad de cada jornada buscando el por qué de la noticia y sus posibles consecuencias. Se trata de informar pero también de analizar los acontecimientos.
El espacio se propuso mediar entre los anónimos que tienen un problema o una queja y aquellos que tienen el poder de solucionarlo pero que normalmente no están al alcance de los ciudadanos, por su cargo o por la imposibilidad de conocer los problemas de 46 millones de españoles. "El Método Gonzo" ponía en contacto a ambas partes e intentaba conseguir un compromiso para que se resuelva el conflicto.

## Antecesor y Sucesor
La marcha del presentador, motivada por un lado por la baja respuesta del público y por otro por cierto descontento del presentador hacia el rumbo que iban tomando los contenidos del programa, propiciaron el cambio de presentadores y de nombre del programa.
El Método Gonzo fue sucedido por El método por dos, un programa que ocupó durante breve tiempo las tardes de Antena 3, que fue presentado por Ana Belén Burgos y Silvia Salgado, siendo sustituido por el magazine Tal cual lo contamos.